# Norman MacMillan
Pour les articles homonymes, voir MacMillan.
Norman MacMillan, né le 14 décembre 1947 à Buckingham, est un entrepreneur et homme politique québécois. Il est député libéral à l'Assemblée nationale du Québec de Papineau de l'élection partielle de 1989 à l'élection générale de 2012. Il est notamment ministre délégué aux Transports.

## Biographie

### Formation et carrière commerciale
Né le 14 décembre 1947 à Buckingham dans la région de l'Outaouais, Norman MacMillan évolue avec les Royals de Cornwall dans la défunte ligue de hockey Central. À l'âge de 22 ans, il devient agent d'assurances avant de devenir, en 1972, propriétaire d'un commerce d'hôtellerie pendant une dizaine d'années. Il reste copropriétaire, malgré son implication en politique, de la compagnie Norm MacMillan inc. qu'il a fondé en 1983. Il cesse toutefois toute activité commerciale lorsque son parti prendra le pouvoir en 2003.
Il est marié à Marie-Laure Chénier et est père de deux enfants et grand-père de 4 petits-fils. 

### Carrière politique
Norman MacMillan s'implique pour la première fois en politique en tant que conseiller municipal de sa ville natale de Buckingham durant les années 1980. Ce n'est toutefois qu'en 1989 qu'il fait le saut en politique provinciale à la suite de la démission de Mark Assad qui se présente alors pour le Parti libéral du Canada aux élections fédérales de 1988.
MacMillan remporte donc l'élection partielle du 29 mai 1989 dans la circonscription de Papineau, bénéficiant d'une avance de 1 025 voix sur le candidat péquiste Paul André David. Il est réélu à l'élection générale suivante en septembre 1989. Il remporte par la suite l'ensemble de ses élections générales (1994, 1998, 2003, 2007 et 2008).
Durant ses mandats dans l'opposition (de 1994 à 2003), il occupe différentes fonctions parlementaires, dont celles de whip-adjoint (1997 à 2003) et de porte-parole de l'opposition en matière de sports et de loisir.

### Son entrée augouvernement Charest
Lors de la victoire des libéraux à l'élection générale de 2003, il est nommé président du caucus gouvernemental. Il occupe cette fonction jusqu'à ce que Jean Charest le nomme whip en chef du gouvernement, poste qu'il occupe jusqu'à l'élection de 2008. En décembre 2008, il est nommé ministre délégué aux Transports, poste qu’il occupe jusqu’à l'élection de 2012 où il annonce sa retraite de la vie politique.

Après les élections de 2007, il fait un mea-culpa sur la façon dont les libéraux ont gouverné et ont mené la campagne électorale : 

« [le concept de machine électorale est] dépassé. C’était ma sixième campagne électorale et sûrement ma meilleure. Je pense que c’est fini le pointage. On va devoir faire autre chose. J’ai gagné par 4 000 voix. Mais quand tu en perds 5 000 par rapport à la dernière élection... [...] L’adéquiste ? Zéro débat. Pas d'entrevues avec des journalistes. Pas de pancartes. Moi, j’ai rempli mes promesses dans le comté et mes salles. [...] Morale de cette histoire, c'est que les gens nous ont dit de changer nos manières de gouverner et de faire de la politique »

En janvier 2020, il est nommé président et porte-parole des Olympiques de Gatineau, une équipe de la Ligue de hockey junior majeur du Québec. MacMillan était impliqué avec les Olympiques au cours des années précédentes notamment à titre de gouverneur.

### Controverses politiques
Il est souvent appelé à commenter dans les médias les situations délicates du gouvernement Charest. Le premier ministre Charest l'avait publiquement rabroué lorsqu'en 2006, lors de l'arrivée du nouveau chef péquiste André Boisclair, il avait affirmé que le chef « n'est pas de taille » et qu'il sera mis « T.K.-O. (knock-out technique) drette la première journée » de débat à l'Assemblée nationale.
Il est aussi l'un des députés libéraux à admettre que plusieurs personnes étaient au courant des pratiques du comité du NON, lors du référendum de 1995.
Il fait partie des opposants à la réforme du mode de scrutin au Québec.
En 2009, il laisse entendre que des entreprises privées contribuent au financement du Parti libéral du Québec, ce qui contrevient à loi électorale. À la même époque, le député affirme que chacun des ministres du gouvernement Charest se devait de récolter 100,000 $ en contribution au Parti libéral du Québec. Le Directeur général des élections (DGE) n’a pas trouvé de preuves de financement illégal dans l’association libérale de Papineau.
Le 22 septembre 2011, alors que le ministre des Transports, Pierre Moreau, répondait à la députée de Lotbinière, Sylvie Roy, on a pu voir et entendre Norman MacMillan dire à la leader parlementaire adéquiste qu'elle devrait s'informer avant de parler. Quelques secondes plus tard, il a ajouté « grosse crisse ». Ces paroles ont été captées par le micro de Pierre Moreau. M. MacMillan reprochait à la député de Lotbinière de propager des rumeurs non-fondées a l’effet qu’il aurait séjourné sur un yacht appartenant à l’entrepreneur Tony Accurso. Elle a refusé de s’excuser d’avoir associé M. MacMillan à l’entrepreneur déchu.

## Citations
- « Il faut nous virer de bord vite sinon on sera vraiment dans le trouble » (en parlant de la dernière session parlementaire avant les élections générales de 1994)[8].